# Povilas Žadeikis
Povilas Žadeikis (ur. 14 marca 1887 w Parešketis koło Telszów, zm. 11 maja 1957 w Waszyngtonie) – litewski dyplomata, wieloletni poseł w USA (1934-57).
Podczas I wojny światowej służył w armii rosyjskiej. Od lipca do października 1919 roku pełnił urząd ministra obrony w rządzie Mykolasa Sleževičiusa. W latach 1920–1923 służył jako przedstawiciel wojskowy w USA i we Francji.
Od 1924 do 1928 roku reprezentował Litwę w Chicago jako konsul, później tę samą funkcję sprawował w Nowym Jorku (1928-34). W 1934 roku został mianowany litewskim posłem w Waszyngtonie, którym pozostał do śmierci.